# Carucage
La Carucage (/ˈkærəkɨdʒ/, en latin médiéval : carrūcāgium, de carrūca signifiant « charrue »), est une taxe foncière médiévale mise en place en Angleterre par le roi Richard Ier en 1194. Elle était basée sur la taille de la parcelle et non sur son rendement.

## Historique
Taxe remplaçante du Danegeld dont la dernière imposition remonte à 1162 et qui était devenue difficile à recueillir à cause d'un nombre croissant de dérogations, la carucage a été perçue seulement six reprises : par Richard Ier en 1194 et 1198, par Jean, son frère et successeur, en 1200, et le fils de Jean, Henri III, en 1217, 1220 et 1224. Par la suite, cette taxe a été remplacée par d'autres impôts sur le revenu et sur la propriété.
Carucage était une tentative d'obtenir de nouvelles sources de revenus pour compléter les sources de revenus existantes. Il visait également à augmenter les revenus royaux face aux nouvelles exigences qui leur étaient imposées. Bien que dérivé de l'ancien geld, le carucage était une expérience de collecte de revenus, mais il n'était perçu qu'à des fins spécifiques, plutôt que comme une taxe générale régulièrement évaluée. Une caractéristique nouvelle était la consultation avec les barons et d'autres membres dirigeants des classes dirigeantes. Malgré son utilisation intermittente sous les règnes de Richard Ier, Jean et les premières années d'Henri III, la principale source de revenus royaux à cette époque restait le scutage, les redevances féodales telles que les reliefs féodaux ou les aides féodales, et les droits royaux tels que les bénéfices. du système judiciaire.